# 안동시 (1988년 선거구)
안동시는 대한민국의 옛 국회의원 선거구이다. 당시 경상북도 안동시 지역을 관할했다.

## 역사
제13대 국회의원 선거를 앞두고 안동시·안동군·의성군 선거구에서 분리되면서 신설되었다.
1995년 1월, 안동시와 안동군이 통합되면서 통합 안동시가 출범했다. 이에 제15대 국회의원 선거를 앞두고 관할 구역이 안동시 갑 선거구와 안동시 을 선거구로 분리되면서 폐지되었다.

## 역대 국회의원
| 선거   | 정당 | 정당       | 의원   |
| ------ | ---- | ---------- | ------ |
| 1988년 |      | 통일민주당 | 오경의 |
| 1992년 |      | 무소속     | 김길홍 |

## 역대 선거 결과

### 대한민국 제13대 국회의원 선거
|  | 44.41% |

|  | 41.73% |

|  | 12.49% |

|  | 1.34% |

### 대한민국 제14대 국회의원 선거
|  | 35.95% |

|  | 29.08% |

|  | 27.77% |

|  | 4.67% |

|  | 2.50% |